# Géorgie au Concours Eurovision de la chanson 2019
La Géorgie est l'un des quarante et un pays participants du Concours Eurovision de la chanson 2019, qui se déroule à Tel-Aviv en Israël. Le pays est représenté par Oto Nemsadze et sa chanson Keep on Going, sélectionnés via Georgian Idol. Le pays termine 14e en demi-finale, recevant 62 points, et ne parvient pas à se qualifier en finale.

## Sélection
Le diffuseur géorgien GPB a annoncé sa participation à l'Eurovision 2019 le 17 septembre 2018. Quelques jours plus tard, le 26 septembre 2018, le diffuseur confirme l'utilisation de l'émission Georgian Idol comme sélection du pays.

### Résultats
La sélection du pays se déroule en neuf semaines. Les trois premières semaines sont des auditions, au terme desquelles dix candidats sont sélectionnés pour participer aux émissions en direct. Les résultats des émissions sont résumés ci-dessous.
- Candidat éliminé
- Candidat ayant reçu le plus de votes

| Candidat             | Semaine 4  | Semaine 5  | Semaine 6  | Semaine 7  | Semaine 8  | Semaine 9  |
| -------------------- | ---------- | ---------- | ---------- | ---------- | ---------- | ---------- |
| Oto Nemsadze         | 1er 14.84% | 1er 21.90% | 2e 22.57%  | 2e 23.09%  | 2e 27.23%  | 1er 44.13% |
| Liza Kalandadze      | 3e 12.97%  | 2e 19.42%  | 1er 24.05% | 1er 33.03% | 1er 30.18% | 2e 35.51%  |
| Giorgi Nakashidze    | 7e 7.39%   | 6e 9.25%   | 3e 11.98%  | 3e 12.59%  | 3e 14.51%  | 3e 11.06%  |
| Giorgi Pruidze       | 6e 8.93%   | 4e 9.87%   | 5e 10.96%  | 4e 10.44%  | 4e 14.35%  | 4e 9.30%   |
| Nini Tsnobiladze     | 8e 7.14%   | 5e 9.79%   | 6e 9.93%   | 5e 10.39%  | 5e 13.73%  | Éliminé    |
| Tamar Lachkhepiani   | 2e 13.57%  | 3e 12.94%  | 4e 11.59%  | 6e 9.65%   | Éliminé    | Éliminé    |
| Ikako Aleksidze      | 5e 11.28%  | 7e 8.73%   | 7e 8.92%   | Éliminé    | Éliminé    | Éliminé    |
| Dima Kobeshavidze    | 4e 12.15%  | 8e 8.10%   | Éliminé    | Éliminé    | Éliminé    | Éliminé    |
| Mariam Kakhelishvili | 9e 6.44%   | Éliminé    | Éliminé    | Éliminé    | Éliminé    | Éliminé    |
| Beso Nemsadze        | 10e 5.29%  | Éliminé    | Éliminé    | Éliminé    | Éliminé    | Éliminé    |

#### Chansons
Du 27 décembre 2018 au 1er février 2019, le diffuseur géorgien ouvre une période de soumissions de chansons aux auteurs et compositeurs. Au terme de cette période, plus de 200 chansons avaient été reçues par le diffuseur, parmi lesquelles trois sont retenues pour la finale. Les quatre finalistes choisissent eux-mêmes la chanson qu'ils interprètent en finale.

### Finale
La finale a lieu le 3 mars 2019. Le gagnant est sélectionné via le vote du public.
- Vainqueur

| Ordre | Artiste           | Chanson         | Télévote | Place |
| ----- | ----------------- | --------------- | -------- | ----- |
| 1     | Giorgi Nakashidze | Sul tsin iare   | 11,06 %  | 3     |
| 2     | Liza Kalandadze   | Sevdisperi zgva | 35,51 %  | 2     |
| 3     | Oto Nemsadze      | Keep on Going   | 44,13 %  | 1     |
| 4     | Giorgi Pruidze    | Me mjera        | 9,30 %   | 4     |

La finale se conclut avec la victoire d'Oto Nemsadze avec la chanson Sul tsin iare qui représenteront donc la Géorgie à l'Eurovision 2019. Le titre de la chanson est traduit en anglais pour l'occasion, devenant Keep on Going.

## À l'Eurovision
La Géorgie participe à la première demi-finale, le 14 mai 2019. Y recevant 62 points, le pays se classe 14e et ne parvient pas à se qualifier en finale.